# Ходар
Ходар (ісп. Jódar) — муніципалітет в Іспанії, у складі автономної спільноти Андалусія, у провінції Хаен. Населення — 12 117 осіб (2010).
Муніципалітет розташований на відстані близько 290 км на південь від Мадрида, 39 км на схід від Хаена.

## Демографія
Динаміка населення (INE ):